# Ещё одна настоящая любовь
«Ещё одна настоящая любовь» (англ. One True Loves) — американская мелодрама от режиссёра Энди Фикмена. Фильм является адаптацией одноимённого романа 2016 года писательницы Тейлор Дженкинс Рейд. Главные роли в нём исполнили Симу Лю, Филлипа Су и Люк Брейси. Премьера состоялась 7 апреля 2023.

## Сюжет
Четыре года назад любимый муж Эммы Джесси пропал после катастрофы вертолёта. Женщина с болью рассталась с памятью о муже и нашла новую любовь в лице друга детства Сэма. Однако жизнь её переворачивается, когда она узнаёт, что Джесси жив.

## В ролях
- Симу Лю — Сэм
- Филлипа Су — Эмма Блэр
- Люк Брейси — Джесси
- Микаэла Конлин — Мэри
- Том Эверетт Скотт — Майкл
- Оона Уэйф — юная Эмма
- Купер ван Грутель — юный Джесси

## Производство
О начале производства фильма — адаптации романа Тейлор Дженкинс Рейд One True Loves — было объявлено 2 июня 2021 года. Тогда же стали известны имя режиссёра — Энди Фикмен и имена главных звёзд проекта — Симу Лю, Филлипа Су и Люк Брейси. В сентябре права на фильм в США были проданы компании The Avenue и к актёрскому составу присоединилась Микаэла Конлин.
Первоначально съемки должны были проходить в Массачусетсе, но затем было принято решение снимать картину в Южной Каролине. Однако из-за низких показателей вакцинации от COVID-19 в штате и увеличения случаев заболевания производство в итоге было перенесено в Северную Каролину. Съёмки начались в Уилмингтоне 11 октября 2021 года. В тот день на 1938 South Live Oak Parkway была снята сцена, в которой съемочная группа новостей освещает воссоединение семьи и двух влюблённых, один из которых долгое время считался погибшим. 25 октября 2021 года в СМИ появилась информация, что Лорен Том, Майкл О’Киф, Том Эверетт Скотт, Купер ван Грутель, Уна Яффе, и Финеас Юн присоединились к касту фильма.
Первый кадр из фильма был впервые показан в ноябре 2021 года на American Film Market.